# Lennart Atterwall
Lennart Atterwall (Suecia, 26 de marzo de 1911-23 de abril de 2001) fue un atleta sueco especializado en la prueba de lanzamiento de jabalina, en la que consiguió ser campeón europeo en 1946.

## Carrera deportiva
En el Campeonato Europeo de Atletismo de 1946 ganó la medalla de oro en el lanzamiento de jabalina, llegando hasta los 68.74 metros, por delante de los finlandeses Yrjö Nikkanen (plata con 67.50 metros) y Tapio Rautavaara (bronce con 66.40 metros).